# Punta Malta
La Punta Malta è una montagna della catena delle Alpi Cozie, alta 2995 m.

## Caratteristiche
Si trova in alta Valle Varaita, in comune di Pontechianale. È la più alta delle punte sullo spartiacque tra il Vallone delle Giargiatte (valle laterale del Vallone di Vallanta) ed il Vallone dei Duc, che in questo tratto si sviluppa in direzione Est-Ovest.
Il versante settentrionale, rivolto verso il Vallone delle Giargiatte, è caratterizzato da pareti rocciose piuttosto scoscese; il versante meridionale è costituito principalmente da pendii detritici, intercalati da affioramenti rocciosi.
Dal punto di vista geologico, appartiene al complesso dei calcescisti ofiolitiferi (calcescisti a pietre verdi); in particolare, è costituita da prasiniti, metagabbri, metaporfiriti e metadiabasi del Giurassico-Cretaceo.
La prima salita di cui si abbia notizia fu compiuta nel 1907 dal Professor Ubaldo Valbusa, che la chiamò Punta Malta in onore dell'omonima isola del Mediterraneo.
Nelle sue vicinanze sorge il Bivacco Bertoglio.

## Ascensioni

### Via normale

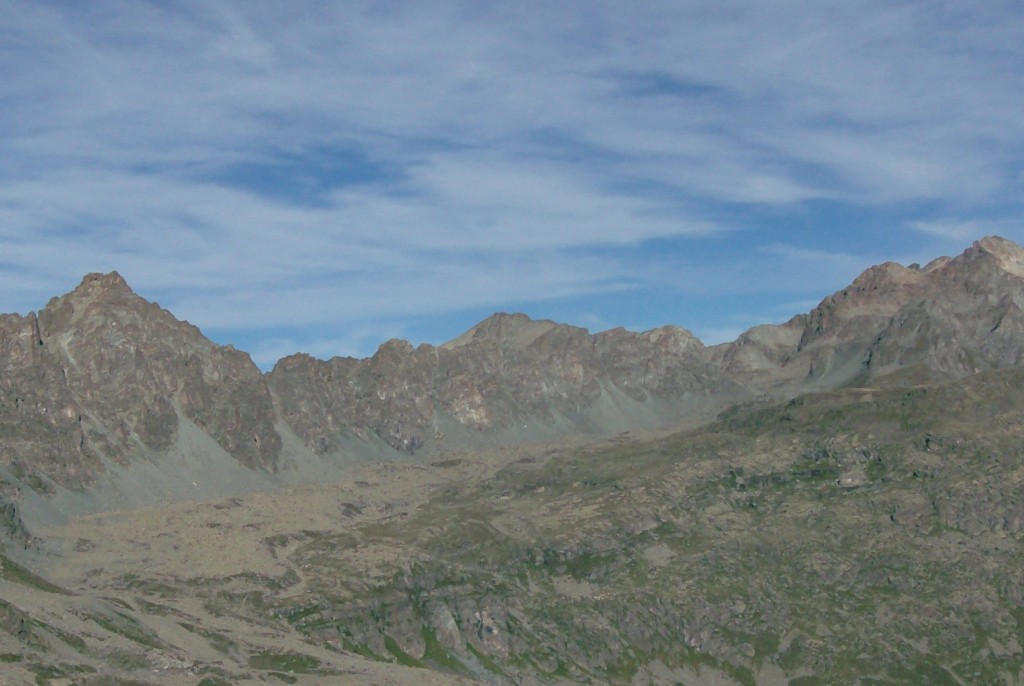
Il versante meridionale di Punta Malta visto da Punta Rasciassa. Sulla sinistra, la Cima delle Lobbie

Il percorso di accesso per la via normale parte dal Passo di San Chiaffredo. Da qui si volge a Sud, seguendo le indicazioni per il sentiero U8, e si risale poco sotto la cresta seguendo ometti e bolli di vernice, fino ad un'ampia sella sommitale nota come La Calatà (scritta a vernice su masso). Qui si volge a destra (Ovest) e si risale con percorso libero verso la cresta; seguendo labili tracce di sentiero, ci si mantiene poco sotto la cresta sul lato del Vallone dei Duc, si contorna a sinistra un tozzo torrione, e giunti in vicinanza di un bastione roccioso che interrompe l'avanzata si risale a destra verso un evidente intaglio. Qui giunti si prosegue sul lato del Vallone delle Giargiatte, contornando a destra un secondo spuntone, e si raggiunge in breve la vetta, segnalata da un voluminoso ometto di pietre.
Il Passo di San Chiaffredo può essere raggiunto:
- da Pontechianale, risalendo il Vallone delle Giargiatte
- dal Rifugio Quintino Sella al Monviso o dal Rifugio Alpetto, attraverso il Passo Gallarino

L'itinerario è classificato come EE.

### Altri itinerari
Si può raggiungere Punta Malta anche attraverso il Vallone dei Duc. Si risale il vallone partendo da Castello o dal Rifugio Bagnour, seguendo il sentiero U8 fino ai piedi del tratto terminale del vallone. Qui si piega a sinistra, seguendo le indicazioni per "Passo di San Chiaffredo - Rifugio Sella", e si risale il pendio detritico per traccia di sentiero (ometti e bolli di vernice) fino a giungere a La Calatà; da qui si segue il percorso della via normale.